# Danielle Woodwardová
Danielle Woodwardová (* 20. března 1965 Melbourne, Victoria) je bývalá australská vodní slalomářka, kajakářka závodící v kategorii K1.
Startovala na třech letních olympijských hrách. V Barceloně 1992 získala stříbrnou medaili, o čtyři roky později v Atlantě 1996 skončila na 12. místě a v Sydney 2000 se umístila na osmé příčce.